# Wilhelm Tell
 For alternative betydninger, se Wilhelm Tell (flertydig). (Se også artikler, som begynder med Wilhelm Tell)
Wilhelm Tell er en schweizisk sagnhelt, og episoden med æblet i Altdorf har været dateret 18. november 1307; men nogen historisk Wilhelm Tell er aldrig fundet.

## Sagnet
Ifølge sagnet var Wilhelm Tell landmand og en viden kendt jæger, og sammen med sin søn på vej over torvet i Altdorf i kantonen Uri. Her havde Habsburg-kongens foged Albrecht Gessler sat sin hat på en stang, og alle forbipasserende skulle tage hatten af for den. Det gjorde Tell ikke, og blev straks slæbt for Gessler, som beordrede et æble sat på hovedet af Tells søn. Tell fik at vide, at hvis han ikke fik skudt æblet af med én pil fra 120 skridts afstand, ville både han og sønnen blive henrettet. Tell spændte sin armbrøst og skød æblet i to. Gessler ville lade ham gå, men spurgte først, hvorfor Tell havde stukket en pil ind i sin jakke, før han skød. "Hvis min første pil havde dræbt min søn," svarede Tell, "var min anden pil ment for dig, og da havde jeg ramt plet." Rasende gav Gessler ordre til, at Tell skulle bindes, slæbes ned til Vierwaldstättersøen og smides i en båd for at fragtes til et fangehul i det dystre Küssnacht-slot. Gessler erklærede, at Tell aldrig skulle gense sol eller måne.
Men på sejlturen blæste det op, og mandskabet overlod roret til Wilhelm Tell for at få dem til land. Det gjorde han også, greb sin bue og sprang i land på det sted, der i dag kaldes Tellsplatte. Han lagde sig på lur ved hulvejen til Küssnacht. Der skød og dræbte han fogden Gessler, da han var på hjemvej. I næste omgang skal Tell have mødtes med mænd fra tre schweiziske kantoner - Uri, Schwyz og Unterwalden, der havde gjort opstand mod det østrigske styre. 1. august 1291 - i dag fejret som den schweiziske nationaldag - aflagde mændene et højtideligt løfte om fortsat modstandskamp, kendt som Rütli-eden, der har været afbildet på pengesedler fra Pennsylvania.

## Vandrehistorien
Friedrich Schiller benyttede en gammel historie om Schweiz' løsrivelse og selvstændighed til skuespillet Wilhelm Tell. Han har lånt en vandrehistorie, også anvendt i Gesta Danorum, hvor Saxo beretter om Palnatoke, der af Harald Blåtand angiveligt blev tvunget til at skyde et æble af sin søns hoved, samt stå på ski ned ad Kullen i Skåne. Ligeledes kendes Thormod Torfæus' beretning om Heming Aslakssøn, mesterskiløberen fra Nord-Norge i 1000-tallet, der af Harald Hårderåde skal være tvunget til at skyde en nød ned fra sin brors hoved.
I Heksehammeren omtales Punker von Rohrbach, der skal have skudt en mønt fra sin søns hoved. I Rohrbach, der i dag er en bydel i Heidelberg, boede Punker, der var så træfsikker med sin armbrøst, at selv pfalzgreven Ludwig 3. frygtede ham - eller at der lå trolddom til grund for hans træfsikkerhed. Ligesom Wilhelm Tell blev Punker tvunget til at skyde mod sin søn. Punker ramte mønten, mens hans søn gik uskadt derfra, og pfalzgreven spurgte ham så, hvorfor han havde stukket en pil nr 2 ind i sin jakke. Ligesom Tell svarede Punker von Rohrbach, at havde han ramt og dræbt sin søn, var pilen tiltænkt greven.

Voltaire omtalte Tell i sine Annales de l'empire.